# Đặng Ngải
Đặng Ngải (chữ Hán: 鄧艾; 197 - 264), tự Sĩ Tái (士载), là một đại tướng trứ danh của Tào Ngụy dưới thời Tam Quốc trong lịch sử Trung Quốc.
Ông là một trong những tướng giỏi của Tào Ngụy vào thời kỳ do Tư Mã Chiêu nắm quyền, nhiều lần có công bảo vệ biên giới phía tây nước Ngụy trước các cuộc tấn công của Khương Duy và chiến công vĩ đại bậc nhất là việc tiêu diệt Thục Hán. Về sau ông bị sự liên hợp của Chung Hội và Vệ Quán vu hãm hại thân.
Tài năng quân sự của Đặng Ngải được nhiều nhà chính trị và quan lại đời sau như Đường Bân, Đoàn Chước, Lương Chu Hãn, Úy Nguyên, Thành Yểm, Ngụy Tĩnh, Lý Sĩ Khiêm, Mạnh Tri Tường, Hạng Trung, Trần Lượng đánh giá cao, kèm theo đó là sự thương cảm cho kết cục bi thảm của ông. Nhiều lời nhận xét được ghi lại nhiều trong các bộ sử thời xưa.

## Xuất thân
Tam quốc chí không cho biết rõ về thân thế và gia đình của Đặng Ngải, chỉ cho biết rằng gia tộc của ông nhiều đời định cư ở vùng Cức Dương, Nghĩa Dương (nay là Tân Dã, Hà Nam). Tên ban đầu là Đặng Phạm (鄧範), tự Sĩ Tắc (士則), sau có người đồng tộc cùng tên nên đổi tên thành Ngải, cũng đổi tên tự. Đặng Ngải là đồng tộc của Đặng Chi, mất cha từ nhỏ, gia cảnh nghèo khó, lại thêm lúc nhỏ có tật ở miệng. Năm 12 tuổi, ông theo mẹ di cư về vùng Dĩnh Xuyên (nay thuộc vùng Thượng Thái, tỉnh Hà Nam).
Đặng Ngải từ nhỏ đã ham học và có chí lớn. Nhờ vào tài năng của mình, đến tuổi trưởng thành, ông được cử làm Điển nông đô úy, quản lý tình hình nông nghiệp trong huyện. Tuy nhiên, ông vẫn dành sự ưu ái và đam mê của mình cho lĩnh vực quân sự, thường đến những vùng núi cao, quan sát kĩ địa thế và quy hoạch bố phòng ở đó việc này bị nhiều kẻ chê cười.
Đặng Ngải làm quan địa phương trong khoảng thời gian hơn 10 năm, thì may mắn có cơ hội được diện kiến với thái úy triều Ngụy là Tư Mã Ý, người nắm giữ nhiều quyền lực trong triều đình. Tư Mã Ý nhanh chóng mến phục tài năng của ông, quyết định đề bạt lên làm Thái úy phủ chi duyện chúc rồi sau đó lại thăng lên chức Thượng thư lang.

## Tích lương khẩn hoang
Năm 240, thời Tào Phương, nước Ngụy triển khai tích trữ và trưng thu lương thực tại các vùng hai bờ sông Hoài để bổ sung quân lương. Đặng Ngải được phái đến thị sát. Ông đưa ra lời nhận xét vùng đất này ít nước chảy, kênh mương ít, không đủ để dẫn nước tưới tiêu, nên đề xuất dẫn nước từ sông Hoàng Hà vào vùng Lưỡng Hoài. Ngoài ra việc mỗi lần ra quân phải dùng nhiều lính, đường vận chuyển lương thực xa và tốn kém chi phí, nên kiến nghị chiêu nạp năm vạn quân ở Hoài Bắc và Hoài Nam, cứ năm dặm lập một doanh trại, mỗi doanh sáu mươi người, lo việc trưng thu, vận chuyển lương thực thường xuyên. Mỗi khi vùng đông nam xảy ra chiến tranh thì cho đại quân đi ngang qua vùng Giang Hoài lấy lương thực. Tư Mã Ý chấp nhận kiến nghị này của ông và cho thi hành. Sau sáu bảy năm, có thể tích trữ được mấy mươi vạn hộc lượng đủ dùng cho 10 vạn quân ăn trong vòng 5 năm.

## Bắt đầu cầm quân
Năm 251, không bao lâu sau khi đoạt được binh quyền trong triều đình, Tư Mã Ý qua đời. Con trưởng là Tư Mã Sư lên nối chức, thăng Đặng Ngải làm thái thú Nhữ Nam, sau thăng lên thứ sử Duyện châu, Chấn Uy tướng quân.
Về sau Đặng Ngải được triều đình nhà Ngụy phong làm thái thú Nam An, bắt đầu cuộc đời cầm quân. Năm 249, Khương Duy ở Tây Thục đưa quân tiến công Ung châu. Đặng Ngải cùng tướng quân Quách Hoài và Trần Thái được lệnh ra trận giao chiến với Khương Duy. Quân của ông tiến vào vùng Khúc Thành, quân Thục chống trả không nổi phải rút lui. Nước Ngụy để Đặng Ngải ở lại giữ vùng Bạch Thủy để đề phòng quân Thục phản công. Khương Duy sai quân đến tập kích vào quân doanh của ông. Đặng Ngải đoán rằng Khương Duy muốn kìm chân mình để tập kích Thao Thành ở phía bắc nên bí mất đang đêm dẫn quân tiến vào Thao Thành trấn giữ, quân Khương Duy không đánh được. Sau trận này, Đặng Ngải được phong chức Quan nội hầu, Thảo Khấu tướng quân rồi sau được thăng làm thái thú Thành Dương.

## Bình định Vô Khâu Kiệm
Năm 254, Tư Mã Sư phế truất Ngụy đế Tào Phương, lập Tào Mao lên ngôi vua. Đặng Ngải được triều đình tiến phong tước vị Phương Thành đình hầu. Cùng lúc đó, Vô Khâu Kiệm ở U châu nghe tin Tư Mã Sư phế lập, bèn khởi binh thảo phạt. Tư Mã Sư cử Đặng Ngải dẫn 1 vạn quân Thái Sơn ra Lạc Gia để dẫn dụ Vô Khâu Kiệm ra đánh, còn tự mình cầm quân chủ lực tới Nhữ Dương. Nghe tin Đặng Ngải mang quân tới Lạc Gia, Vô Khâu Kiệm sai tướng Văn Khâm ra đón đánh. Tư Mã Sư mang quân chủ lực đánh tập hậu, hỗ trợ cho Đặng Ngải. Ông cho quân truy kích Văn Khâm tới vùng Khâu Đầu. Văn Khâm không địch nổi, bị thua tan tác và bỏ trốn sang Ngô quốc. Không lâu sau Vô Khâu Kiệm cũng bị đánh bại.
Ít lâu sau Tôn Tuấn ở Đông Ngô đem hơn 10 vạn quân tiến công Ngụy. Trấn Đông tướng quân Gia Cát Đản sai Đặng Ngải đến Phì Dương chống địch. Đặng Ngải thấy rằng địa thế vùng đất này còn xa quân Ngô, không phải nơi hiểm yếu, bèn dời sang Phụ Đình, sai thái thú Thái Sơn Gia Cát Tự ra giao chiến với quân Ngô ở vùng Lê Tương, đánh bại quân của Tôn Tuấn.
Cùng năm đó, triều đình nhà Ngụy lại thăng Đặng Ngải lên chức Trường Thủy giáo úy rồi tiến tước Phương Thành hương hầu (trước là Đình hầu), gia phong An Tây tướng quân.

## Trận chiến Địch Đạo
Năm 255, Tư Mã Sư lâm bệnh nặng, Khương Duy lại nhân cơ hội đó đem hơn 10 vạn quân phạt Ngụy, tiến công vùng Địch Đạo, Lũng Tây, đánh thắng thái thú Ung châu Vương Kinh. Tướng Ngụy là Trần Thái ra quân xuất trận, bị Khương Duy đánh bại. Tư Mã Chiêu bèn phái Đặng Ngải làm An Tây tướng quân hợp sức với Trần Thái kháng Thục. Quân của Đặng Ngải tiến vào Lũng Tây hội với Trần Thái, sau đó phân thành ba đường tiến vào địa phận Lũng Tây, đánh vùng Cao Thành Lĩnh và phía đông nam núi Địch Đạo. Khương Duy nhiều lần cho quân tiến đánh đều không thắng, cuối cùng phải rút về Chung Đế.
Đặng Ngải lo Khương Duy sẽ còn đem quân đến đánh, do đó bố trí phòng bị kỹ lưỡng ở khu vực Kỳ Sơn.

## Trận chiến Đoạn Cốc
Sang năm 256, Khương Duy cùng với Trấn Tây tướng quân nước Thục Hồ Tế hội ước tại đất Thượng, dự định cùng nhau đánh Ngụy. Đặng Ngải vốn có phòng bị từ trước, khi được tin liền đem quân từ Đổng Đình công đánh Nam An, sau đó tiến chiếm và cố thủ ở núi Vũ Thành. Khương Duy bèn nhân đêm tối cho quân vượt sông Vị Thủy tiến về phía đông, vào vùng đất Thượng, giao chiến với quân của Đặng Ngải ở Đoạn Cốc. Tuy nhiên quân Thục lâm vào tình thế bất lợi do Hồ Tế bội ước không đem quân trợ giúp, nên bị thiệt hại nặng và phải rút lui.
Sau trận đại thắng ở Đoạn Cốc, Đặng Ngải được triều đình nhà Ngụy phong làm Trấn Tây tướng quân, Đô đốc Lũng Hữu chư quận sự, tiến tước Đặng hầu. Người con của ông là Đặng Trung cũng được phong làm Đình hầu.

## Không chiến tự thắng
Năm 257, tướng Ngụy Gia Cát Đản liên kết với Đông Ngô khởi binh chống lại Tư Mã Chiêu ở vùng Hoài Nam. Tư Mã Chiêu bèn khởi binh tiến về phía đông thảo phạt. Khương Duy thừa cơ hội đó, đưa quân phạt Ngụy, tiến công Tần Xuyên. Lúc này, quân Ngụy tích trữ nhiều quân lương ở Trường thành, nhưng lại có số quân phòng thủ ít và bạc nhược, nhanh chóng bị Khương Duy đánh bại. Đặng Ngải và tướng Tư Mã Vọng nghe tin mất Trường Thành, vô cùng hoảng sợ vội điều quân về cố thủ. Quân Thục sau đó tiến vào vùng Mang Thủy. Đặng Ngải bèn cùng Tư Mã Vọng lập trại phòng thủ. Quân Thục nhiều lần tới khiêu chiến nhưng quân của Đặng Ngải vẫn cố thủ không ra.
Tình trạng gườm nhau này kéo dời tới một năm. Đến khi Tư Mã Chiêu tiêu diệt được Gia Cát Đản (258), Khương Duy đành phải rút quân về. Quân Đặng Ngải thắng trận mà hầu như chưa phải ra trận giao chiến. Nhờ vào chiến công này, Ngải được tái thăng làm Chinh Tây tướng quân, tăng thực ấp lên 600 hộ.
Sang năm 262, Khương Duy tiếp tục tiến đánh vùng Thao Dương. Đặng Ngải đưa quân phá tan quân Thục ở Hầu Hòa, quân Thục bị tổn thất nghiêm trọng. Khương Duy phải lui quân về Đạp Trung. Cuộc bắc phạt coi như thất bại.

## Diệt Thục
Mùa thu năm 263, Tư Mã Chiêu quyết định đem đại quân đánh thẳng vào Thành Đô của nước Thục, phái Đặng Ngải cùng với Chung Hội cùng tiến đánh, trong đó ba vạn quân do Đặng Ngải chỉ huy được lệnh đánh bọc vào sau lưng quân Thục. Ông sai thái thú Thiên Thủy Vương Kì dẫn quân đuổi đánh cánh quân của Khương Duy. Cùng lúc đó cánh quân ba vạn người khác do Gia Cát Tự chỉ huy cũng chiếm được vùng Vũ Đô, tiến gần đến Âm Bình, cắt đường rút lui của Khương Duy và dồn ông ta vào Khổng U cốc, tuy nhiên sau đó Khương Duy trốn thoát.
Nghe tin hai cánh quân Ngụy kéo đến, nước Thục mới cử Trương Dực, Đổng Quyết dẫn quân tới Dương An lập trại tiếp ứng. Sau đó Chung Hội tấn công dữ dội vào Hán Trung và Lạc Thành và nhanh chóng công hạ Hán Trung, buộc Khương Duy rút về Kiếm Các.
Tháng 10 năm 263, Đặng Ngải cho tiến quân theo đường núi Âm Bình, vượt qua Cảnh Cốc, đánh bại tướng Thục là Gia Cát Chiêm (con trai của Gia Cát Lượng) ở Miên Trúc rồi tiến thẳng vào Thành Đô. Ông đem quân đi lẻn về phía núi Âm Bình, một vùng núi non hiểm trở, nơi mà quân Thục không phòng bị, trấn thủ Giang Du là Mã Mạc đầu hàng. Quân Ngụy ra khỏi 800 dặm đường núi hoang vắng, xuống đồng bằng phá thành Miên Trúc. Đặng Trung và Tư Mã Sư Toản đưa hai cánh quân tả hữu ra giao chiến với Gia Cát Chiêm, gặp bất lợi định quay về. Đặng Ngải không chịu và phái trở lại tham chiến. Lần này quân Ngụy giết chết Gia Cát Chiêm vào thẳng Thành Đô. Thục chúa cùng đường, phải đưa thái tử ra đầu hàng quân Ngụy. Nước Thục diệt vong.
Trận chiến tiêu diệt nước Thục là đỉnh cao trong sự nghiệp của Đặng Ngải, song đồng thời cũng là trận chiến cuối cùng trong cuộc đời ông. Đặng Ngải phong cho Hậu Chủ làm Phiêu kỵ tướng quân rồi đưa về Lạc Dương.

## Kiêu ngạo hại thân
Tháng 12 năm 263, Tư Mã Chiêu hạ chỉ tiến phong cho Đặng Ngải làm Thái úy, tăng thực ấp lên 20000 hộ, đồng thời phong cho hai người con khác của ông lên tước Hầu.
Đặng Ngải đóng quân ở Thành Đô, muốn lưu quân ở lại để sang đánh Đông Ngô. Tư Mã Chiêu sai Vệ Quán lệnh cho Đặng Ngải phải đợi đề nghị được phê chuẩn mới được làm, nhưng Đặng Ngải cậy có công to nên tỏ ý muốn tự mình hành động không cần tuân lệnh triều đình.
Cùng lúc, Chung Hội cũng ghen công với Đặng Ngải, viết thư vu cáo Đặng Ngải muốn làm phản. Tư Mã Chiêu tin Đặng Ngải có ý phản, bèn sai Vệ Quán mang quân vào Thục, tới Thành Đô bắt cha con Đặng Ngải. Vệ Quán theo lệnh mang xe tù đến bắt giữ Đặng Ngải cùng con là Đặng Trung, giải về Lạc Dương. Trong khi đó Chung Hội kéo quân vào Thành Đô, một mình nắm giữ binh mã trong nước Thục.
Tháng 1 năm 264, Vệ Quán đưa quân vào Thành Đô, giết được Chung Hội. Các tướng sĩ dưới quyền Đặng Ngải thấy Chung Hội đã chết vội đuổi theo xe tù chở cha con Đặng Ngải, đánh cướp lấy và cứu Đặng Ngải, Đặng Trung ra. Vệ Quán ở Thành Đô sợ Đặng Ngải thù mình việc bắt giữ, bèn sai Điền Tục mang quân đánh giết họ Đặng. Điền Tục đánh bại quân bản bộ của Đặng Ngải và giết chết Đặng Ngải và Đặng Trung ở đình Tam Tạo phía tây Miên Trúc.
Sau này triều đình đồng loạt cho giết hại tất cả những người con trai còn lại của Đặng Ngải, còn thê thiếp và các cháu của ông bị đưa sang lưu đày ở Tây Vực .

## Truy phong
Một năm sau cái chết của Đặng Ngải, con Tư Mã Chiêu là Tư Mã Viêm đoạt ngôi nhà Ngụy, lập ra nhà Tấn. Năm 273, Tấn chủ hạ lệnh đại xá, khôi phục quan tước cho Đặng Ngải và phong cho người cháu nội của ông là Đặng Lãng làm Lang trung.
Các triều đại sau này tỏ thái độ khâm phục và kính trọng tài năng của Đặng Ngải. Vào đời nhà Đường, Lễ nghi sử Nhan Chân Khanh từng dâng kiến nghị lên Đường Đức Tông xin truy phong và lập miếu thời cho các 64 tướng lĩnh thời xưa, trong đó có nhiều tướng dưới thời Tam Quốc là Đặng Ngải cùng với một số nhân vật như Trương Liêu, Quan Vũ, Trương Phi, Chu Du, Lục Tốn, Lục Kháng, Lã Mông.... Đến đời nhà Tống, năm thứ năm niên hiệu Tuyên Hòa, triều đình liệt kê hàng 72 danh tướng thời cổ đại, trong đó có tên của Đặng Ngải. Cả 72 người đều được lập miếu thờ.

## TrongTam Quốc diễn nghĩa
Trong tiểu thuyết Tam Quốc diễn nghĩa của La Quán Trung, Đặng Ngải xuất hiện từ hồi 107 qua lời giới thiệu của Hạ Hầu Bá với Khương Duy. Thời hậu kỳ Tam Quốc sau khi Gia Cát Lượng và Tư Mã Ý đều qua đời, Đặng Ngải trong số những tướng lĩnh nổi bật nhất bên cạnh anh em họ Tư Mã, Chung Hội và Khương Duy. Ông là tướng lĩnh chủ chốt của Tào Ngụy tại mặt trận phía tây, ngăn chặn những cuộc bắc tiến của Khương Duy, nhiều lần đánh bại Khương Duy.
Hình ảnh Đặng Ngải thực sự nổi bật từ mặt trận đánh Thục, với công đánh chiếm Thành Đô, bức hàng Lưu Thiện. Việc tranh công giữa ông và Chung Hội được Khương Duy triệt để tận dụng nhằm khôi phục nhà Hán. Cuối cùng ông bị kẻ tư thù là Điền Tục chém chết khi mới được thả từ trong xe tù ra (sau khi Khương Duy, Chung Hội đã chết).
La Quán Trung có thơ than khóc Đặng Ngải như sau:
Khôn ngoan từ thuở nhỏ,

Mưu mẹo như quý thần,

Ngước mắt hay địa lý;

Ngẩng đầu biết thiên văn,

Mây tan đường ruỗi ngựa,

Đá rẽ lối hành quân.

Ngán nỗi công thành tội,

Hồn quanh bến Hán Tân.